# Margarete Eckensberger
Margarete Eckensberger, geborene Friedmann (* 27. Mai 1899 in Berlin; † 9. Mai 1951 in Braunschweig) war eine deutsche Schauspielerin mit jüdischen Vorfahren, die dem Ensemble des Landestheaters Braunschweig angehörte.

## Leben
Margarete Eckensberger kam als Tochter des Kaufmanns Paul Friedmann und dessen evangelisch-lutherischer Ehefrau Hedwig, geb. Föhrenbacher in Berlin zur Welt. Ihr Großvater war Paul Friedmann, ein Berliner Philanthrop, der einer jüdischen Familie entstammte und mit Moses Mendelssohn bekannt war. Durch diese Abstammung zählte sie nach den jüdischen Gesetzen nicht als Jüdin, sondern wurde als sogenannte Schickse bezeichnet, bei denen lediglich ein Großelternteil Jude war.
Am 19. August des Jahres 1918 kam Margarete an das Braunschweiger Landestheater, nachdem sie in Berlin die Schauspielschuleabsolviert  und Schauspielunterricht bei Max Reinhardt erhalten hatte. Sie gestaltete bis 1932 die Entwicklung des Theaters in Braunschweig mit, später als „Geniezeit“ bezeichnet wurde. Zu ihrem Repertoire gehörten sentimentale Rollen wie Lessings Emilia Galotti ebenso wie originelle oder mondäne Figuren. Sie spielte des Weiteren in den Bühnenstücken Der eingebildete Kranke, Till Lausebums (Romantisches Lustspiel), Die heilige Johanna (Drama) oder in Dorothea Angermann (Schauspiel von Gerhart Hauptmann) mit.
Am 15. Dezember 1927 heiratete sie Hans Eckensberger, einen braunschweigischen Verleger. Dieser behauptete später, dass das Ehepaar in der Zeit des Nationalsozialismus vor der Gestapo fliehen musste, nachdem Margarete im Juli 1932 durch den braunschweigischen Minister Dietrich Klagges aufgrund ihrer rassischen Abstammung entlassen worden sei. Wahrscheinlicher ist nach Walz, dass sie aufgrund der wirtschaftlichen Situation kein Engagement erhielt. Sie befanden sich bis 1945 in Leipzig. Anschließend kehrten sie nach Braunschweig zurück. 1951 starb sie dort an Herzversagen.